# Neoncicola novellae
Neoncicola novellae är en hakmaskart som först beskrevs av Parona 1890.  Neoncicola novellae ingår i släktet Neoncicola och familjen Oligacanthorhynchidae. Inga underarter finns listade i Catalogue of Life.